# Liga Élite Femenina de hockey línea 2022-23
La temporada 2022-23 de la Liga Élite Femenina de hockey línea, también llamada Liga Élite Iberdrola, es la máxima categoría del hockey con patines en línea en su categoría femenina en España. El torneo lo organiza la Real Federación Española de Patinaje (RFEP) y cuenta con la participación de 8 equipos.

## Equipos
| Club                         | Sede                | Comunidad autónoma   |
| ---------------------------- | ------------------- | -------------------- |
| Hockey Club Rubí Cent Patins | Rubí                | Cataluña             |
| SAB Tucans ASME              | San Adrián de Besós | Cataluña             |
| Club Patí Vila-real          | Villarreal          | Comunidad Valenciana |
| CPLV Munia Panteras          | Valladolid          | Castilla y León      |
| Tres Cantos Patín Club       | Tres Cantos         | Madrid               |
| CE Barcelona Tsunamis        | Barcelona           | Cataluña             |
| CPH Skulls Almàssera         | Valencia            |                      |
| CPL Fenix Madrid             | Madrid              | Madrid               |

## Clasificación
|                                                                   | Equipo                     | Puntos | J  | G  | E | P  | GF | GC | DG  | Bonus |
| ----------------------------------------------------------------- | -------------------------- | ------ | -- | -- | - | -- | -- | -- | --- | ----- |
| 1                                                                 | H. C. R. Cent Patins       | 38     | 14 | 12 | 2 | 0  | 66 | 15 | 51  | 0     |
| 2                                                                 | C. P. L. V. Munia Panteras | 31     | 14 | 9  | 2 | 3  | 51 | 22 | 29  | 2     |
| 3                                                                 | S. A. B. Tucans Vitaldent  | 24     | 14 | 7  | 2 | 5  | 43 | 44 | -1  | 1     |
| 4                                                                 | C. P. Vila-real            | 21     | 14 | 7  | 0 | 7  | 43 | 51 | -8  | 0     |
| 5                                                                 | Tres Cantos P. C.          | 20     | 14 | 6  | 1 | 7  | 28 | 24 | 4   | 1     |
| 6                                                                 | C. B. Tsunamis             | 12     | 14 | 3  | 2 | 9  | 36 | 56 | -20 | 1     |
| 7                                                                 | C. P. H. Skulls Almàssera  | 11     | 14 | 3  | 1 | 10 | 37 | 61 | -24 | 1     |
| 8                                                                 | C. P. L. Madrid            | 11     | 14 | 3  | 2 | 9  | 35 | 66 | -31 | 0     |
| Fuente: Federación Española de Patinaje; actualización automática |                            |        |    |    |   |    |    |    |     |       |

## Playoff
|  | Semifinales | Semifinales                | Semifinales                | Semifinales                | Semifinales |                      |                      | Final | Final | Final | Final |  |
|  |             |                            |                            |                            |             |                      |                      |       |       |       |       |  |
|  |             |                            |                            |                            |             |                      |                      |       |       |       |       |  |
|  | 1.º         | H. C. R. Cent Patins       | 5                          | 11                         |             |                      |                      |       |       |       |       |  |
|  | 1.º         | H. C. R. Cent Patins       | 5                          | 11                         |             |                      |                      |       |       |       |       |  |
|  | 4.º         | C. P. Vila-real            | 1                          | 1                          |             |                      |                      |       |       |       |       |  |
|  | 4.º         | C. P. Vila-real            | 1                          | 1                          |             | H. C. R. Cent Patins | H. C. R. Cent Patins | 2     | 3     |       |       |  |
|  |             |                            |                            |                            |             | H. C. R. Cent Patins | H. C. R. Cent Patins | 2     | 3     |       |       |  |
|  |             |                            | C. P. L. V. Munia Panteras | C. P. L. V. Munia Panteras | 3           | 3                    |                      |       |       |       |       |  |
|  | 2.º         | C. P. L. V. Munia Panteras | C. P. L. V. Munia Panteras | C. P. L. V. Munia Panteras | 3           | 3                    | 4                    | 6     |       |       |       |  |
|  | 2.º         | C. P. L. V. Munia Panteras |                            |                            |             |                      | 4                    | 6     |       |       |       |  |
|  | 3.º         | S. A. B. Tucans Vitaldent  | 0                          | 1                          |             |                      |                      |       |       |       |       |  |
|  | 3.º         | S. A. B. Tucans Vitaldent  | 0                          | 1                          |             |                      |                      |       |       |       |       |  |
|  |             |                            |                            |                            |             |                      |                      |       |       |       |       |  |

### Playoutpor la permanencia
|  | Final                     |                           |   |   |   |  |
|  |                           |                           |   |   |   |  |
|  | C. P. H. Skulls Almàssera | C. P. H. Skulls Almàssera | 3 | 7 | 4 |  |
|  | C. P. H. Skulls Almàssera | C. P. H. Skulls Almàssera | 3 | 7 | 4 |  |
|  | C. P. L. Madrid           | C. P. L. Madrid           | 5 | 5 | 3 |  |
|  | C. P. L. Madrid           | C. P. L. Madrid           | 5 | 5 | 3 |  |